# Ischyromene menziesi
Ischyromene menziesi är en kräftdjursart som först beskrevs av Sivertsen och Lipke Bijdeley Holthuis 1980.  Ischyromene menziesi ingår i släktet Ischyromene och familjen klotkräftor. Inga underarter finns listade i Catalogue of Life.